# Revox A77
Le Revox A77 est un magnétophone à bande produit par la firme Revox entre août 1967 et octobre 1977.
Ce modèle d'appareil comporte quatre versions différentes :
- la version MK 1 produite entre 1967 et 1969 ;
- la version MK 2 produite entre 1969 et 1971 ;
- la version MK 3 produite entre 1971 et 1974 ;
- la version MK 4 produite entre 1974 et 1977[1],[2].

L'appareil est doté d'un cadre en aluminium moulé sous pression et de trois moteurs. Au total parmi les quatre versions différentes, Revox a vendu approximativement 460 000 unités, toutes versions confondues. Le successeur a été le modèle B77.